# Actinokentia
Actinokentia é um género botânico pertencente à família Arecaceae.
Suas duas espécies são nativas da Nova Caledônia.

## Espécies
- Actinokentia huerlimannii
- Actinokentia divaricata

## Ligações esxternas
- International Plant Names Index
- Actinokentia en Kew
- Imagens de Actinokentia no Google
- Germplasm Resources Information Network (GRIN)[ligação inativa]
- Zipcodezoo